# Chiasmognathus gussakovskii
Chiasmognathus gussakovskii là một loài Hymenoptera trong họ Apidae. Loài này được Popov mô tả khoa học năm 1937.